# J'abats mon jeu
J'abats mon jeu est un ouvrage écrit par Louis Aragon en 1959.